# Shin Hong-gi
Shin Hong-gi (en coreano: 신홍기; nacido el 4 de mayo de 1968 en Gimpo, Gyeonggi) es un exfutbolista y actual entrenador surcoreano. Jugaba de defensa y su último club fue el Suwon Samsung Bluewings de Corea del Sur. Actualmente no dirige a ningún equipo.
Shin desarrolló su carrera en el Ulsan Hyundai Horang-i y el Suwon Samsung Bluewings. Además, fue internacional absoluto por la selección de Corea del Sur entre 1992 y 1999, y disputó la Copa Mundial de la FIFA 1994 y la Copa Asiática 1996.

## Selección nacional

#### Participaciones en fases finales
| Torneo                         | Sede           | Resultado        | Partidos | Goles |
| ------------------------------ | -------------- | ---------------- | -------- | ----- |
| Copa Mundial de Fútbol de 1994 | Estados Unidos | Primera fase     | 3        | 0     |
| Copa Asiática 1996             | EAU            | Cuartos de final | 3        | 0     |

## Clubes
| Club                    | País          | Año       |
| ----------------------- | ------------- | --------- |
| Ulsan Hyundai Horang-i  | Corea del Sur | 1991-1997 |
| Suwon Samsung Bluewings | Corea del Sur | 1998-2001 |